# KNB Newsリアルタイム
『KNB Newsリアルタイム』（ケイエヌビー ニュースリアルタイム）は、北日本放送（KNBテレビ）で、2006年4月3日から2010年3月26日まで放送された富山ローカルの情報番組。2007年4月2日からは『いっちゃん☆KNB』3部として放送。ハイビジョン制作。

## 放送時間
- 2007年4月2日 - 2010年3月26日　18:16 - 18:57　『いっちゃん☆KNB』内包
- 2006年4月3日 - 2007年3月30日　16:50 - 18:57

## 放送内容

### 2007年3月30日まで
- 16:50 富山発のオープニングとヘッドライン・天気予報（金曜日は中継コーナーもあり）
- 16:53（金曜日は17時）NNN Newsリアルタイム（17:36頃の関東ローカルの天気予報は富山発の県内天気予報に差し替え）。
- 18:16 富山からのローカルニュース

### 2007年4月2日から
- 基本的に同日から始まった「いっちゃん☆KNB」に内包。ローカルニュースの時間は変わらず、17時台のネット枠が縮小。

## 出演者
| 期間      | 期間      | キャスター | キャスター | スポーツキャスター  |
| 期間      | 期間      | 男性       | 女性       | スポーツキャスター  |
| --------- | --------- | ---------- | ---------- | ------------------- |
| 2006.4.3  | 2007.3.30 | 数家直樹   | 陸田陽子   | 武部知春 三浦ちあき |
| 2007.4.2  | 2008.10.3 | 数家直樹   | 梅田恵子   | 武部知春 三浦ちあき |
| 2008.10.6 | 2010.3.26 | 数家直樹   | 小林淳子   | 三浦ちあき          |

## 関連番組
- いっちゃん☆KNB